# サミット商事
株式会社サミット商事（サミットしょうじ）は、沖縄県浦添市牧港1-64-19に本社を置く医薬品卸売業社であった。「万有製薬」「稲畑産業」をはじめ15社の沖縄販売元として、また世界各国にあるサミット系会社との取引を通じて、商業活動を行っていた。万有製薬系医薬品卸である。医療用医薬品60％・一般用医薬品40％であった。医療用医薬品譲渡後は、一般用医薬品10％・臨床検査 試薬8％・医療機器2％・トイレタリー用品20％・医療 衛生雑貨40％　育児用品20％　

## 概要
- 代表取締役社長　高橋誠一
- 代表取締役　嘉陽浩
- 代表取締役　高橋美幸
- 設立年月日 1971年（昭和46年）8月
- 資本金 1,000万円
- 従業員数 26人

## 大株主
- 高橋誠一90.0％
- 仲栄真盛国2.5％
- 高橋篤仁2.5％
- 仲栄真秀子2.5％
- 高橋美幸2.5％

## 沿革
- 1971年（昭和46年）8月 - U.S.SUMMIT CORPORATION(USA)の沖縄現地法人を改組し「合資会社サミット商事」設立
  - USA系メーカーを主要仕入先として創業
- 1987年（昭和62年）6月 - コーヨー薬品に医家向部門を継承
- 1999年（平成11年）8月 - 「株式会社サミット商事」に商号変更

## 医薬品部門当時の主要取引メーカー
- 万有製薬
- 稲畑産業

## 主要取引メーカー
- P＆G
- 日本ヴイツクス
- ユニチャーム
- 森川医療器
- ピップフジモト
- エーアイピー
- ピジョン
- ジョンソン・アンド・ジョンソン
- 大木
- トラベノール
- 浅田飴
- 杏林

## 関連会社
- U.S.SUMMIT CORPORATION
- MODERN LABORATORY SERVICE,INC
- COLBY GROUP INTERNATIONAL,INC
- ENMART PRODUCTS COMPANY LTD